# 소닉붐

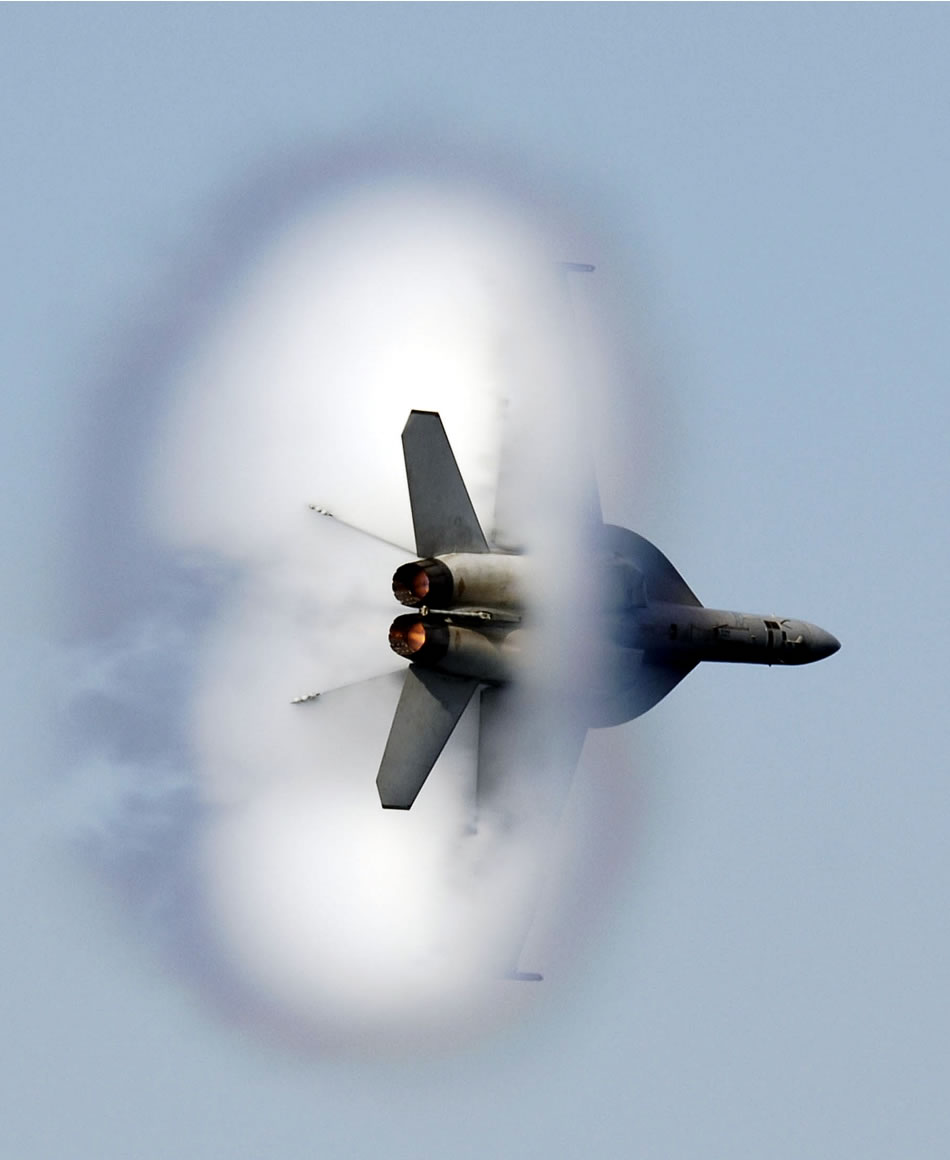
초음속 근접비행 중인 F/A-18F 슈퍼호넷. 아음속에서 생성된 음파 충격에 의한 수증기의 급격한 응축으로 원뿔 모양이 만들어진다.

소닉붐(sonic boom) 또는 음속폭음(音速爆音)은 보통 항공기의 초음속 비행에서 발생하는 폭발음을 의미한다. 소닉붐은 큰 에너지를 발생시키며, 폭발음처럼 들린다.
소리의 속도가 대략 340m/s인데 음속 이상으로 비행하게 되면 비행기 보다 먼저 진행하고 있던 소리와 만나게 된다. 즉, 매질(공기)의 밀도가 급격하게 압축되면 이와 같은 불안정한 상태에서 안정한 상태로 가기 위해 공기가 폭발하게 되며 이 과정에서 엄청나게 큰소리가 발생하며 수증기의 띠가 발생하는 것을 소닉붐이라 한다.
비행기가 초음속으로 날면, 물 위를 달리는 배의 뱃머리에서 V자형의 파도가 일어나듯이 기체의 앞머리와 꼬리끝에서 충격파라는 파도가 생긴다. 이 충격파가 지면에 부딪치면 압력 상승이 일어나서 꽝하는 소리가 들린다. 심할 때에는 폭풍으로 유리창이 깨지는 수도 있다. 
비행기가 높이 날수록 기체에서 생겨난 충격파는 지면에 이르는 동안에 세력이 약해진다. 따라서 소닉붐의 피해를 작게 하려면 될 수 있는 대로 높이 날면 된다. 현재의 제트 수송기는 고도 10,000m 정도를 날고 있으나, SST는 18,000 ~ 20,000m의 고공을 난다.
천둥은 자연적으로 발생되는 소닉 붐이며, 번개의 방전에 따른 급격한 공기의 가열과 팽창이 그 원인이 된다.

## 원인
항공기가 기체의 앞과 뒤를 통과할 때 기체는 압력파를 만들어낸다. 이 압력파는 배에서 만들어지는 선미파와 충격파와 유사하다. 그리고 이 파동들은 음속의 속도로 이동하고 물체의 속도가 증가하게 되면 이 파동들은 압축되는데 왜냐하면 서로의 파동이 빠져 나올 수 없기 때문이다. 결국 하나의 충격파로 합쳐지고 소리의 속도로 이동하게 되는데, 이는 마하 1로 잘 알려진 임계속도이다. 그리고 이건 해면에서 대략 1,225km/h (761mph) ,20

## 같이 보기
- 음속벽(sonic barrier)
- 콩코드
- 충격파
- 기체동역학